# William Wallin
Johan William Wallin, född 6 maj 1871 i Korpilombolo församling, Norrbottens län, död 21 mars 1926 i Karl Gustavs församling, Norrbottens län, var en svensk präst.

## Biografi
William Wallin föddes 1871 i Korpilombolo församling. Han var son till kyrkoherden Johan Petter Wallin i Övertorneå församling och Maria Henrika Lindbäck. Wallin studerade i Luleå och blev höstterminen 1890 student vid Uppsala universitet. Han prästvigdes 3 juni 1897 och blev 1 januari 1899 kontraktsadjunkt i Västerbottens fjärde kontrakt. Wallin blev 22 december 1900 kapellpredikant i Tärendö församling, tillträdde direkt och utnämndes 28 januari 1910 till kyrkoherde i Karl Gustavs församling, tillträdde 1911.
Han studerade eventuellt vid Lunds universitet 1890.

### Familj
Wallin gifte sig första gången 15 juni 1899 med Signe Maria Eriksson (1874–1916), dotter till kapellpredikanten Per Erik Eriksson och Maria Mathilda Engstrand. De fick tillsammans barnen Elsa Margareta Wallin (född 1900) och Märta Maria Wallin (född 1900) som var gift med lantbrukaren Erik Gustaf Pesula i Karungi.
Han gifte sig andra gången 7 augusti 1917 med Anna Elisabet Cajander (född 1886), dotter till kyrkoherden Sven Gottfrid Cajander i Foss församling och Hedvig Karolina Frode. De fick tillsammans sonen Bengt William Wallin (född 1918).